# Lixin (köping i Kina, Shandong)
Lixin (kinesiska: 里辛镇, 里辛) är en köping i Kina. Den ligger i provinsen Shandong, i den östra delen av landet, omkring 93 kilometer sydost om provinshuvudstaden Jinan. Antalet invånare är 59969. Befolkningen består av 28 870 kvinnor och 31 099 män. Barn under 15 år utgör 15,0 %, vuxna 15-64 år 74 %, och äldre över 65 år 9,0 %.
Genomsnittlig årsnederbörd är 840 millimeter. Den regnigaste månaden är juli, med i genomsnitt 284 mm nederbörd, och den torraste är januari, med 7 mm nederbörd.